# 止まらないHa〜Ha
「止まらないHa〜Ha」（とまらないハーハ）は、日本のロックシンガー、矢沢永吉の楽曲。

## 解説
1986年7月25日発売のアルバム『東京ナイト』に収録されたロックンロール・ナンバー。「作曲は元旦のベロンベロンに酔った日に行われた」と矢沢本人は語っている。また、ちあき哲也による作詞のある段階では、題名は「Can't Stop Rockin'」であり、特徴的な「Ha～Ha」のフレーズも「A～Ha」となっているなど、多少歌詞が異なっていた。
収録アルバム発売と同年、1986年のコンサートツアーのタイトル「Feelin' come HA〜HA」は、この曲の歌詞から取られている。このツアーの際、この曲に合わせてタオルを振り回したり上に放り投げたりする観客が現れ、徐々に浸透。「永ちゃんコール」と並ぶ矢沢ライヴの代名詞である「タオル投げ」となる。
また、1987年5月18日に全米発売されたアルバム『FLASH IN JAPAN』に、英詞版「HURRICANE」が収録されている。同アルバムは日本盤としては1999年12月24日に発売されたが、それ以前の1997年10月1日に発売されたワーナー時代のベスト・アルバム「E.Y 80'S」に収録されている。
矢沢がテレビやラジオ出演した時、矢沢に関する事を紹介する時、あるいはそっくりさんが登場する時にBGMとして使用される事が多く、矢沢永吉をイメージさせる曲として定着している。他にも、2009年東京ドームでのライヴ版は、フジテレビの『土曜プレミアム』で不定期に放送されている芸人大喜利王座決定戦『IPPONグランプリ』で番組テーマ曲に使用されている。
2025年には矢沢の出身地に本拠を置くサンフレッチェ広島F.Cが「超熱狂はとまらない Ha～Ha！」と同曲のタイトルを捩ったポスターを発表した。
トリビュートアルバム「JOYRIDE ― 矢沢永吉 スーパー・カバー・トラックス」では「HURRICANE」版で、少年ナイフがカバーをしている。

### 登場曲・入場曲
プロスポーツ選手の登場曲や入場曲に多く使用されている。
- 村田真一（元プロ野球選手）
- イチロー（元プロ野球選手）
- 岩村明憲（元プロ野球選手）
- 三浦大輔（元プロ野球選手）
- 川﨑宗則（独立リーグ野球選手、2007年第1打席目のみ）
- 菊池雄星（プロ野球選手、2013年 - 2014年）
- 茂木栄五郎（プロ野球選手、2016年）
- 矢崎拓也 (プロ野球選手、2022年）
- 古長拓（プロ野球選手 #独立リーグ時代）[要出典]
- 宮川哲（プロ野球選手、2020年10月22日 - 2021年）
- 矢澤宏太 (プロ野球選手、2023年）
- グレゴリー・ポランコ (プロ野球選手、2023年）
- 金子大樹（元プロボクサー）
- 那須川天心（プロボクサー・元キックボクサー・総合格闘家）

## コンサート
「トラベリン・バス」と並んでコンサートの終盤で歌われる事が多い定番曲で、矢沢はこの曲に限り白のパナマハットをかぶる。また、曲に合わせて観客がYAZAWAロゴタオルを投げ上げ（先述の「タオル投げ」）、盛り上がりが最高潮に達する山場の曲である。
この曲限定の演出を加えることも多く、複数年に渡って行われたものには以下のようなものがある。
- 曲の冒頭部分で、ステージ前方から垂直にスモークが噴射されることが多い。
- 大会場ではゴンドラに乗り、空中を舞いながら熱唱する事も度々ある（1989年など）。

### 演奏されたツアーと収録ソフトなど
| 年   | ツアータイトル                                                         | 演奏順           | 収録ソフト | 特記事項                                                                                       |
| ---- | ---------------------------------------------------------------------- | ---------------- | --- | ---------------------------------------------------------------------------------------------- |
| 1986 | FEELIN' COME HA～HA EIKICHI YAZAWA CONCERT TOUR '86                    | 22曲目/全24曲    | CD: STAND UP!!（1986年10月30日 日本武道館公演、1989年2月15日発売） |                                                                                                |
| 1987 | ROCK'N'ROLL KNIGHT EIKICHI YAZAWA CONCERT TOUR '87                     | 24曲目/全26曲    | |                                                                                                |
| 1987 | ROCK'N'ROLL KNIGHT 2 EIKICHI YAZAWA CONCERT TOUR '87                   | 21曲目/全22曲    | 映像: ROCK'N'ROLL KNIGHT2（1987年12月13日 日本武道館公演、2004年12月1日発売） |                                                                                                |
| 1988 | It's Only YAZAWA EIKICHI YAZAWA CONCERT TOUR '88                       | 21曲目/全25曲    | 映像: It's Only YAZAWA 1988 in TOKYO DOME（1988年12月21日 東京ドーム公演、2014年5月7日発売） |                                                                                                |
| 1989 | STAND UP '89 EIKICHI YAZAWA CONCERT TOUR                               | 21曲目/全24曲    | 映像: STAND UP '89 ARENA（1989年10月31日 横浜アリーナ公演、1990年4月25日発売） |                                                                                                |
| 1989 | STAND UP '89 Special 2 EIKICHI YAZAWA CONCERT TOUR                     | 22曲目/全22曲    | 映像: STAND UP '89 DOME（1989年12月20日 東京ドーム公演、1990年4月25日発売） |                                                                                                |
| 1990 | Rock'n'Roll Army '90 EIKICHI YAZAWA CONCERT TOUR                       | 23曲目/全23曲    | 映像: Rock'n'Roll Army '90 BUDOKAN（1990年12月18日 日本武道館公演、1991年4月26日発売） |                                                                                                |
| 1991 | Big Beat EIKICHI YAZAWA CONCERT TOUR 1991                              | 17曲目/全22曲    | 映像: 1991 Big Beat STADIUM（1991年8月24日 横浜スタジアム公演、1992年2月26日発売） 映像: 1991 Big Beat BUDOKAN（1991年11月13日 日本武道館公演、1992年2月26日発売）                                   |                                                                                                |
| 1992 | Anytime Woman EIKICHI YAZAWA CONCERT TOUR 1992                         | 21曲目/全22曲    | 映像: Anytime Woman LIVE VIDEO（1992年7月23日 日本武道館公演、1992年10月14日発売） |                                                                                                |
| 1993 | Come On! EIKICHI YAZAWA CONCERT TOUR 1993                              | 22曲目/全23曲    | 映像: Come On! EIKICHI YAZAWA CONCERT TOUR（1993年7月6日 日本武道館公演、1994年1月1日発売） |                                                                                                |
| 1994 | The name is YAZAWA EIKICHI YAZAWA CONCERT TOUR 1994                    | 18曲目/全22曲    | 映像: The name is YAZAWA Concert Tour 1994（1994年11月26日 日本武道館公演、1995年2月22日発売） |                                                                                                |
| 1995 | JUST TONIGHT EIKICHI YAZAWA CONCERT TOUR 1995                          | [ 注 1 ]         | 映像: JUST TONIGHT EIKICHI YAZAWA CONCERT TOUR（1995年11月25日 日本武道館公演、1996年4月6日発売） |                                                                                                |
| 1996 | WILD HEART EIKICHI YAZAWA CONCERT TOUR 1996                            | 20曲目/全23曲    | 映像: WILD HEART（1996年12月14日 日本武道館公演、1998年7月1日発売） |                                                                                                |
| 1997 | YES,E EIKICHI YAZAWA CONCERT TOUR 1997                                 | 22曲目/全24曲    | 映像: YES,E（1997年12月14日 日本武道館公演、1998年7月1日発売） |                                                                                                |
| 1998 | SUBWAY EXPRESS EIKICHI YAZAWA CONCERT TOUR 1998                        | [ 注 1 ]         | 映像: SUBWAY EXPRESS LIVE IN BUDOKAN（1998年12月11日 日本武道館公演、1999年6月23日発売） |                                                                                                |
| 1999 | TONIGHT THE NIGHT! 1-9-9-9-0-9-1-5 ～ありがとうが爆発する夜～          | 25曲目/全27曲    | 映像: TONIGHT THE NIGHT! ～ありがとうが爆発する夜～（1999年9月15日 横浜国際総合競技場公演、2000年12月13日発売）                                                                                      | 曲の途中でバイクや赤いオープンカーに乗って、競技場を一周しながら歌う超ロングバージョンを披露。 |
| 1999 | LOTTA GOOD TIME EIKICHI YAZAWA CONCERT TOUR 1999                       | 18曲目/全23曲    | CD: LIVE DECADE 1990～1999（1999年12月10日 日本武道館公演、2000年3月29日発売） 映像: LOTTA GOOD TIME 1999（1999年12月11日 日本武道館公演、2021年5月5日発売）                                         | 間奏中、ステージの端から端までバイクで滑走した。                                               |
| 1999 | E.Yazawa Millennium America Tour 1999                                  | 21曲目/全22曲    | |                                                                                                |
| 2000 | "STOP YOUR STEP" EIKICHI YAZAWA CONCERT TOUR 2000                      | 21曲目/全22曲    | 映像: STOP YOUR STEP（2000年12月16日 日本武道館公演、2007年6月27日発売） |                                                                                                |
| 2000 | YAZAWA AMERICA TOUR 2000 THE TRUTH                                     | 19曲目/全20曲    | |                                                                                                |
| 2001 | EIKICHI YAZAWA CONCERT TOUR "Z" 2001                                   | 22曲目/全25曲    | CD: EIKICHI YAZAWA CONCERT TOUR "Z" 2001（2001年12月15日又は16日 日本武道館公演、2002年3月30日発売） 映像: EIKICHI YAZAWA CONCERT TOUR "Z " 2001（2001年12月16日 日本武道館公演、2002年3月30日発売） |                                                                                                |
| 2002 | THE DAY EIKICHI YAZAWA 30th Anniversary Special Night                  | 22曲目/全26曲    | 映像: THE DAY（2002年9月14日 東京スタジアム公演、2007年6月27日発売） | この曲に限り、ジョン・マクフィーとキース・ヌードセンがゲスト出演。                             |
| 2003 | EY style Eikichi Yazawa concert tour 2003                              | 23曲目/全25曲    | 映像: Rock Opera Eikichi Yazawa（2003年12月21日 日本武道館公演、2004年6月9日発売） | アリーナ公演では、間奏部分でE.YAZAWAロゴの巨大な電飾がせり出し、矢沢がその上で歌った。         |
| 2004 | FIFTY FIVE WAY EIKICHI YAZAWA CONCERT TOUR 2004                        | 22曲目/全25曲    | 映像: FIFTY FIVE WAY IN BUDOKAN（2004年12月19日 日本武道館公演、2005年8月24日発売） |                                                                                                |
| 2005 | EIKICHI YAZAWA LIVE HOUSE TOUR 2005 THE LIVE HOUSE ROOTS               | [ 注 1 ]         | 映像: THE LIVE HOUSE ROOTS IN Zepp Tokyo（2005年12月16日 Zepp Tokyo公演、2011年4月13日発売） |                                                                                                |
| 2006 | EIKICHI YAZAWA CONCERT TOUR 2006「NEW STANDARD ～Rock Opera 2～」      | 23曲目/全24曲    | 映像: Rock Opera2（2006年12月20日 日本武道館公演、2007年4月25日発売） | 曲中、大型の矢沢バルーン人形が登場。                                                           |
| 2007 | EIKICHI YAZAWA CONCERT TOUR 2007「THE REAL」                           | 26曲目/全27曲    | 映像: The Real Eikichi Yazawa 100times in Budokan（2007年12月16日 日本武道館公演、2008年4月23日発売）                                                                                                | 曲中、E.YAZAWAと書かれた巨大飛行船が登場。                                                     |
| 2009 | ROCK'N'ROLL IN TOKYO DOME                                              | 25曲目/全26曲    | 映像: Rock'n'Roll in Tokyo Dome（2009年9月19日 東京ドーム公演、2009年12月9日発売） |                                                                                                |
| 2009 | EIKICHI YAZAWA CONCERT TOUR 2009 「ROCK'N'ROLL」                       | 24曲目/全25曲    | |                                                                                                |
| 2011 | EIKICHI YAZAWA CONCERT TOUR 2011「STILL ROCKIN' ～走り抜けて・・・～」 | 23曲目/全24曲    | 映像: STILL ROCKIN' 〜走り抜けて・・・〜 2011 in BUDOKAN（2011年12月19日 日本武道館公演、2014年5月7日発売）                                                                                          |                                                                                                |
| 2012 | EIKICHI YAZAWA 40th ANNIVERSARY LIVE「BLUE SKY」                       | 24曲目/全26曲    | 映像: EIKICHI YAZAWA 40th ANNIVERSARY LIVE『BLUE SKY』（2012年9月1日 横浜国際総合競技場公演、2012年11月7日発売）                                                                                     | 曲中、突如演奏が途絶え007を意識した銃撃戦の演出が入り、気球に乗った矢沢が続きを歌った。        |
| 2012 | EIKICHI YAZAWA CONCERT TOUR 2012「JAMMIN' ALL NIGHT」                  | 21曲目/全23曲    | 映像: JAMMIN' ALL NIGHT 2012 in BUDOKAN（2012年12月16日 日本武道館公演、2014年5月7日発売） |                                                                                                |
| 2013 | EIKICHI YAZAWA CONCERT TOUR 2013「ALL TIME HISTORY -A DAY-」           | 21曲目/全24曲    | |                                                                                                |
| 2014 | Z's START ON TOUR                                                      | 22曲目/全23曲    | |                                                                                                |
| 2014 | EIKICHI YAZAWA CONCERT TOUR 2014「VERY ROCKS ～ROAD TO THE LEGEND～」  | 22曲目/全24曲    | |                                                                                                |
| 2015 | Z's TOUR 2015                                                          | 22曲目/全23曲    | |                                                                                                |
| 2015 | EIKICHI YAZAWA OPEN REHEARSAL GIG                                      | 21曲目/全21曲    | |                                                                                                |
| 2015 | EIKICHI YAZAWA ROCK IN DOME 2015                                       | 2、23曲目/全23曲 | 映像: ROCK IN DOME（2015年9月5日 東京ドーム公演、2015年12月2日発売） | コンサート序盤にメドレーの一部として一回、大トリで一回の二回披露。                             |
| 2016 | Z's TOUR 2016 -3rd CHALLENGE-                                          | 24曲目/全25曲    | |                                                                                                |
| 2016 | EIKICHI YAZAWA CONCERT TOUR 2016「BUTCH!!」                            | 23曲目/全24曲    | 映像: EIKICHI YAZAWA CONCERT TOUR 2016「BUTCH!!」IN OSAKA-JO HALL（2016年12月11日 大阪城ホール公演、2017年9月6日発売）                                                                               |                                                                                                |
| 2017 | EIKICHI YAZAWA CONCERT TOUR「TRAVELING BUS 2017」                      | 21曲目/全22曲    | 映像: TRAVELING BUS 2017（2017年12月16日 日本武道館公演、2021年5月5日発売） |                                                                                                |
| 2018 | EIKICHI YAZAWA 69TH ANNIVERSARY TOUR 2018「STAY ROCK」                 | 24曲目/全26曲    | 映像: STAY ROCK EIKICHI YAZAWA 69TH ANNIVERSARY TOUR 2018（2018年9月15日 東京ドーム公演、2018年12月12日発売）                                                                                        |                                                                                                |
| 2019 | EIKICHI YAZAWA CONCERT TOUR 2019「ROCK MUST GO ON」                    | 20曲目/全21曲    | 映像: ROCK MUST GO ON 2019（2019年12月4日 横浜アリーナ公演、2021年5月5日発売） |                                                                                                |
| 2021 | EIKICHI YAZAWA CONCERT TOUR 2021「I'm back!! ～ROCKは止まらない～」    | 22曲目/全22曲    | |                                                                                                |
| 2022 | EIKICHI YAZAWA 50th ANNIVERSARY TOUR「MY WAY」                         | 20曲目/全21曲    | 映像: EIKICHI YAZAWA 50th ANNIVERSARY LIVE "MY WAY" IN JAPAN NATIONAL STADIUM（2022年8月28日 国立競技場公演、2022年12月21日発売）                                                                    |                                                                                                |
| 2022 | EIKICHI YAZAWA CONCERT TOUR 2022 「ONE FIFTY」                         | 20曲目/全22曲    | |                                                                                                |

## 収録作品

### スタジオアルバム
- 東京ナイト（1986年7月25日発売）
- FLASH IN JAPAN（全米版：1987年5月18日発売、日本版：1999年12月24日）
  - 英詞版「HURRICANE」収録
- ROCK'N ROLL（1988年3月25日）
  - ベストアルバム
- E.Y 80'S（1997年10月1日発売）
  - ベストアルバム、英詞版「HURRICANE」収録

### ビデオ・LD・DVD・Blu-ray
ライヴ盤については「演奏されたツアーと収録ソフトなど」の項を参照。
- 東京ナイト（1986年9月25日発売）
  - プロモーションビデオを収録。
- VIDEO CLIPS 1982〜2001「THE FILMS」（2001年10月24日発売）
  - 「東京ナイト」に収録されたプロモーションビデオの再録。